# Gagata dolichonema
Gagata dolichonema е вид лъчеперка от семейство Sisoridae.

## Разпространение
Видът е разпространен в Индия (Манипур), Китай (Юннан), Мианмар и Тайланд.